# Martin Campbell

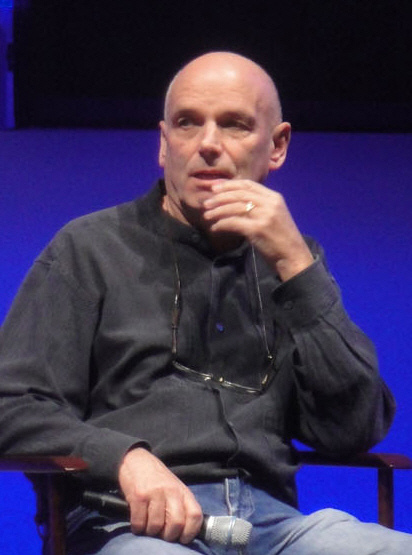
Martin Campbell

Martin Campbell, född 24 oktober 1943 i Hastings, Nya Zeeland, är en nyzeeländsk regissör. Han har huvudsakligen varit verksam i Storbritannien och i USA. 
Campbells stora genombrott kom med Bondfilmen Goldeneye (1995), den första efter kalla krigets slut och med Pierce Brosnan i huvudrollen. Han har sedan dess regisserat actionfilmer som Zorro – Den maskerade hämnaren (1998) och Legenden om Zorro (2005). 2006 fick han på nytt chansen att regissera en bondfilm, Casino Royale, där Daniel Craig tog över rollen som den nye Bond. Filmen blev väl mottagen och var den sista av produktionsbolaget EON Productions filmatisering av en av Ian Flemings romaner, den första i serien. Både Goldeneye och Casino Royale har hyllats av kritiker och betraktats som bland de starkaste filmerna i serien.

## Filmografi (urval)
- 2016 – The Foreigner
- 2011 – Green Lantern
- 2010 – Edge of Darkness
- 2006 – Casino Royale
- 2005 – Legenden om Zorro
- 2003 – Beyond Borders
- 2000 – Vertical Limit
- 1998 – Zorro – Den maskerade hämnaren
- 1995 – Goldeneye
- 1994 – Escape from Absolom
- 1988 – Frikänd
- 1973 – The Sex Thief